# Marianne Zoff
Marianne Zoff (ur. 30 czerwca 1893 w Hainfeld, zm. 22 listopada 1984 w Wiedniu) – austriacka aktorka i śpiewaczka operowa, pierwsza żona Bertolta Brechta.
Była żoną Brechta od listopada 1922 do września 1928. Mieli córkę Hanne Hiob. W 1928 wyszła drugi raz za mąż za Theo Lingena. Popularność Lingena chroniła Marianne Zoff przed szykanami ze strony władz nazistowskich. Z Lingenen miała córkę Ursulę Lingen.